# Agnes Mary Frances Robinson
Agnes Mary Frances Robinson, dite Mary Robinson, connue sous le nom de Mary Darmesteter après son premier mariage, et Mary Duclaux après son second, née le 27 février 1857 en Angleterre et morte le 9 février 1944 à Aurillac, est une poète, romancière, essayiste, critique littéraire et traductrice franco-britannique. Elle est la sœur aînée de la romancière et critique Frances Mabel Robinson (en).

## Biographie
Agnes Mary Frances Robinson est née à Leamington, Warwickshire, le 27 février 1857, d’un père qui était un riche architecte. Après quelques années, la famille déménage pour rejoindre la communauté grandissante des artistes à Londres. Mary Robinson et sa sœur cadette, Frances Mabel Robinson, partagent une éducation dispensée par des gouvernantes, éducation qui se poursuivra à Bruxelles jusqu'à ce qu'elles fréquentent durant une année la University College de Londres. La maison Robinson est alors devenue un lieu central pour les peintres et les écrivains du mouvement préraphaélite, tels que William Michael Rossetti, William Morris, William Holman Hunt, Edward Burne-Jones, James Abbott McNeill Whistler, Arthur Symons, Ford Madox Brown, et Mathilde Blind, qui peuvent se rencontrer là et développer une communauté d’artistes.

### Débuts en littérature
En 1876, Mary Robinson rencontre John Addington Symonds, qui la conseille dans ses débuts en littérature. A Handful of Honeysuckle, premier recueil de poèmes de Mary Robinson, est publié en 1878; il rencontre un vif succès. En 1880, la famille se rend en Italie, où Robinson rencontre pour la première fois l'écrivaine et essayiste anglaise Vernon Lee. Durant la décennie 1880, Robinson publie un livre de poésie presque chaque année, ainsi que son seul roman Arden. C'est pour ses poèmes qu'elle a été le plus acclamée. 

### En France
En 1888, Mary Robinson épouse James Darmesteter, linguiste et professeur au Collège de France, et elle s’installe à Paris. Son époux va traduire en français une grande partie de ses œuvres jusqu'à sa mort. Pendant ce temps, Mary Robinson améliore sa connaissance du français, au point  de publier son premier travail original dans cette langue, Marguerites du Temps Passé. Pendant son séjour à Paris, Mary Robinson s'implique dans la société littéraire parisienne qui comptait alors des auteurs comme Hippolyte Taine, Ernest Renan et Gaston Paris. 
En 1894, âgée alors de 38 ans, elle perd son époux, après six ans de mariage. Restée en France, elle écrit des articles pour la Revue de Paris, traduit les travaux de son défunt mari, et fait des recherches pour une biographie sur Ernest Renan.
Mary Robinson s'est également mêlée à la communauté scientifique française. Elle rencontre Émile Duclaux, élève du biologiste et chimiste Louis Pasteur, qui a pris la défense de James Darmesteter, dont les travaux de philologie religieuse sont dénoncés par les anti-dreyfusards. Elle l’épouse, en 1902, et l’assiste dans ses travaux. Par elle, les liens de Duclaux avec Gaston Paris, Louis Havet, Paul Meyer, Elie Halévy, se renforcent, tandis que celui-ci lui présente le couple Metchnikoff, le docteur Roux, le chimiste Édouard Grimaux.
À nouveau veuve en 1904, elle reste en France avec sa belle-famille. Au cours des vingt années suivantes, elle écrit des biographies d’artistes éminents, des critiques littéraires et des recueils de poésie. Lorsque la guerre éclate en 1939, elle emménage pour sa sécurité à Aurillac, où elle continue à écrire. En 1943, elle subit une opération de la cataracte, et meurt quatre mois plus tard, le 9 février 1944, à l'âge de 87 ans. Elle repose à Aurillac.

## Œuvres
- A Handful of Honeysuckle (1878)[4]

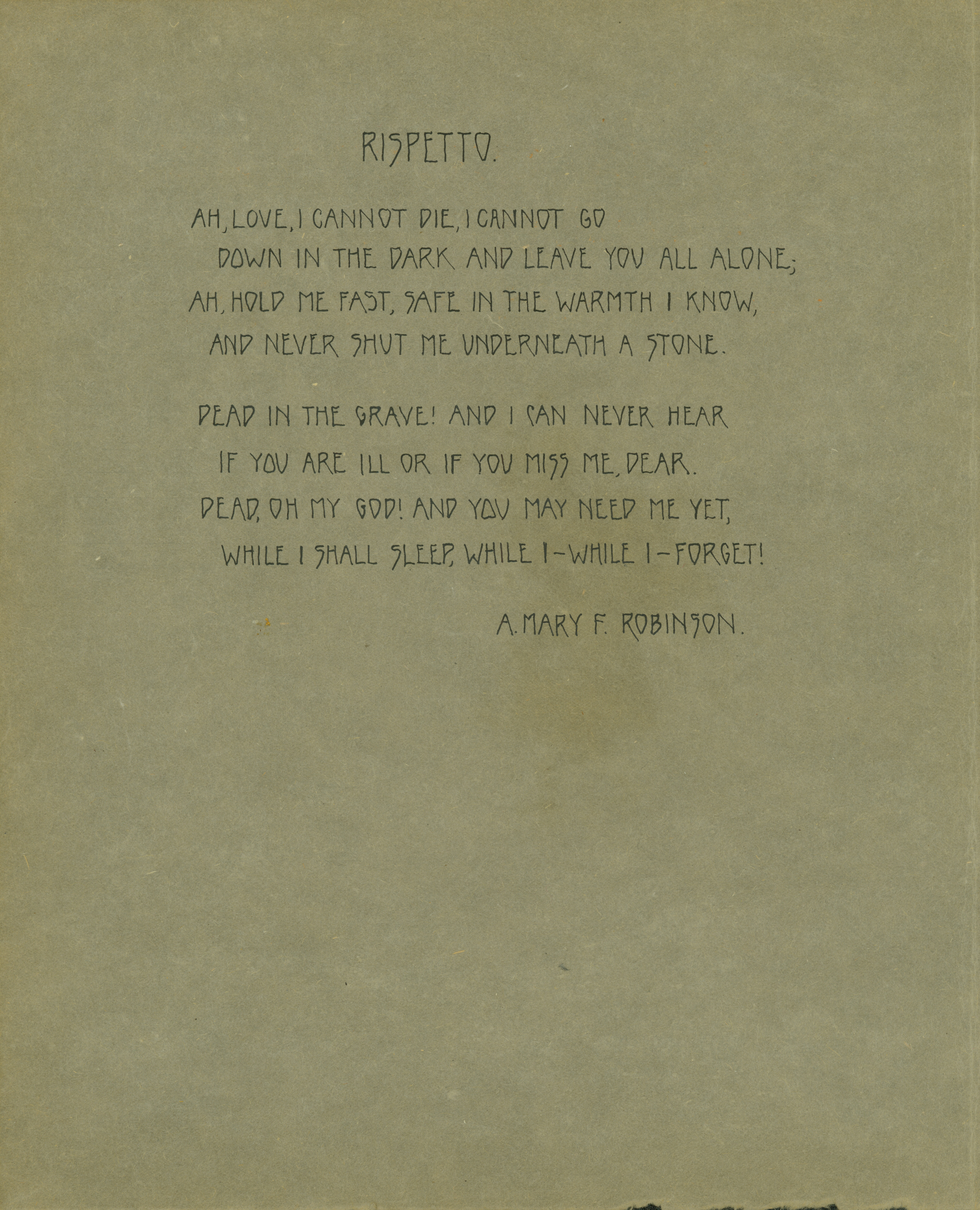
« Rispetto », poème de Robinson, paru dans ', vol. 3, n° 3, janv. 1907, p. 27.

- The Crowned Hippolytus (1881) / Traduction de la pièce d'Euripide intitulée Hippolyte porte-couronne.
- Arden (1883)
- Emily Brontë (1883)[5],[6]
- The New Arcadia and Other Poems (1884)
- An Italian Garden (1886)
- Margaret of Angoulême, Queen of Navarre (1886) (England)
  - Margaret of Angoulême, Queen of Navarre (1887) (America)
  - La Reine de Navarre, Marguerite d’Angoulême (1900) (traduit en français par Pierre Mercieux)
- Poésies (1888) (traduit en français par James Darmesteter)
- Songs, Ballads and a Garden Play (1888)
- The End of the Middle Ages (1889)
- The New Arcadia (1890)
- Lyrics Selected from the Works of A. Mary. F. Robinson (1891) (traduit en français par James Darmesteter)
- Marguerites du Temps Passé (1892)
- Retrospect and Other Poems (1893)
- Froissart (1894) (en français)
  - Froissart (1895) (traduit en anglais par Eleanor Frances Poynter)
- An Italian Garden (1897)
- A Medieval Garland (1897) (traduit en anglais par Mary Tomlinson)
- The Life of Ernest Renan (1898) (English)
- La Vie d'Ernest Renan (1898) (en français)
- Grands Écrivains d’Outre-Manche : Brontë, Thackeray, Browning, Rossetti (1901) (en français)
- Collected Poems, Lyrical and Narrative (1902)
- The Fields of France (1903)
- The Return to Nature (1904)
- The Fields of France: extended (1905)
- La Vie d'Émile Duclaux (1906)
- Songs from an Italian Garden (1908)
- The French Procession, a pageant of great writers (1909)
- The French Ideal, Pascal, Fénelon and other essays (1911)
- A Short History of France from Caesar’s Invasion to the Battle of Waterloo (1918)
- Twentieth Century French Writers (1919)
- Victor Hugo (1921)
- Images and Meditations, A book of poems (1923)
- The Life of Racine (1925)
- Victor Hugo (1925) (en français)
- Portrait of Pascal (1927)

### Bases de données et dictionnaires
- Ressources relatives à la littérature :   - Académie française (lauréats)
  - Internet Speculative Fiction Database
- Ressources relatives à la musique :   - International Music Score Library Project
  - Discogs
- Notices dans des dictionnaires ou encyclopédies généralistes :   - Enciclopedia delle donne
  - Oxford Dictionary of National Biography
- Notices d'autorité :   - VIAF
  - ISNI
  - BnF (données)
  - IdRef
  - LCCN
  - GND
  - Italie
  - CiNii
  - Espagne
  - Belgique
  - Pays-Bas
  - Pologne
  - Israël
  - NUKAT
  - Suède
  - Vatican
  - Australie
  - Tchéquie
  - WorldCat